# 史堤芬·禾特
史堤芬·羅拔·禾特（英語：Stephen Robert Ward，1985年8月20日—）愛爾蘭足球員，司職左翼、左閘或前鋒，出身家鄉都柏林的布咸美恩斯，現效力於英甲球隊葉士域治。

## 足球生涯

### 早年
禾特出生於都柏林，在樸馬諾克（Portmarnock）長大，並在年輕時效力樸馬諾克AFC。後在布咸美恩斯展開其職業足球生涯。2003年8月15日，他在愛爾蘭足協盃對史克利斯鎮（Skerries Town）時首次為球隊後備上陣，令人驚喜地攻入2球，嶄露頭角。後來，他在2006年愛爾蘭足球聯賽完結後，於2007年1月遠赴英格蘭，加盟英冠球會狼隊，轉會費未有透露。

### 加盟狼隊
禾特在英冠聯賽有個好開始，在首6場聯賽射入3球，並贏得2007年2月英冠每月最佳球員（Championship Player of the Month Award）。後來，他在球隊站穩陣腳，在球季餘下賽事（包括升班附加賽）悉數正選上陣。
禾特在下一季的發展沒像首季般順利，因為他需擔任他不擅長的左翼位置（在布咸美恩斯時，加利夫·費拉利麾下被迫擔任的位置），代替受傷的馬菲·查維斯，而後來他亦患上了髌腱炎，因此他亦養傷三個月。
禾特傷癒復出後，展示了自己的全面，擔任多個位置。在2008/09球季，他曾擔任左翼、前鋒和左閘。他在大半球季都和馬特·希爾（Matt Hill）競爭左閘位置，該季狼隊成功贏得升班資格。在升班英超後，禾特則和佐治·伊洛高比爭奪這位置，但他因需要做兩次膝蓋手術，而缺席了大部份賽事。
他和這支摩連紐斯球會的合約至2013年6月。
禾特在2010年12月29日終取得其首個英超入球，他在作客晏菲路球場時攻破了利物浦的大門。
2013年6月24日，要降落英甲作賽的狼隊宣佈將4名未約滿球員放入可轉會名單，禾特為中之一。
2013年8月16日，英冠球會白禮頓從狼隊借用禾特，借用至球季結朿。

### 轉投般尼
2014年8月15日，禾特離開效力長達七年的狼隊，期間上陣239場，轉投新升英超的般尼，身價沒有透露，簽約三年。

## 榮譽
- 英格蘭冠軍聯賽（第二級）: 2009

## 外部連結
- 狼隊官網資料
- 足球数据库：史堤芬·禾特的球员统计数据